# 河姆渡遗址博物馆
29°57′52.15″N 121°20′42.11″E / 29.9644861°N 121.3450306°E
河姆渡遗址博物馆是浙江省余姚市一座以河姆渡文化为主题的博物馆。博物馆位于河姆渡镇，河姆渡遗址所在地，馆名由江泽民题写。博物馆1993年5月开馆，为第一批全国爱国主义教育示范基地，全年参观人数50万人次。

## 建筑
博物馆建筑根据河姆渡遗址干栏式建筑“长脊、短檐、高床”的特点设计，架空于地面。屋顶为人字坡，设有象征榫卯的交错构件。展厅面积1600平方米，展出文物320件。

## 遗址展示区
河姆渡遗址博物馆设有遗址展示区，位于馆舍东南100米处，面积23000平方米。设有考古发掘场景复原及新石器时代干栏式建筑和先民生活场景复原。